# Nuno Tavares
Nuno Albertino Varela Tavares (Lisboa, 26 de enero de 2000) es un futbolista portugués que juega como defensa y su equipo es la S. S. Lazio de la Serie A.

## Trayectoria
Tavares jugó en su juventud para los clubes locales Casa Pia y Sporting de Lisboa antes de unirse a la prestigiosa Academia del S. L. Benfica.
El 27 de octubre de 2018 hizo su debut profesional con el S. L. Benfica "B" en un partido de la Segunda División contra el Sporting da Covilhã. Jugó los 90 minutos completos de la victoria en casa por 3-2.
El 4 de agosto de 2019 debutó con el primer equipo la Supercopa de Portugal en una victoria por 5-0 ante el Sporting de Lisboa en el Estádio Algarve. Una semana después hizo su debut en la Primeira Liga contra el Paços de Ferreira y marcó su primer gol para abrir una victoria en casa por 5-0, sumando dos asistencias.
El 10 de julio de 2021 fue traspasado al Arsenal F. C. firmando un contrato de larga duración. Tras una temporada en Inglaterra, el 30 de julio de 2022 fue cedido al Olympique de Marsella. En este equipo anotó seis goles en 31 partidos de la Ligue 1 y las dos campañas siguientes volvió a ser prestado, siendo el Nottingham Forest F. C. y la S. S. Lazio sus destinos.

## Selección nacional
De febrero a junio de 2018 jugó ocho partidos con la selección portuguesa sub-18. Desde septiembre de 2018 jugó 14 veces con la sub-19, y desde septiembre de 2019 ha jugado con la sub-21.
El 15 de noviembre de 2024 hizo su debut con la selección absoluta en un encuentro de la Liga de Naciones de la UEFA 2024-25 ante Polonia que ganaron por cinco a uno.

## Estadísticas

### Clubes
Actualizado al último partido disputado el 10 de noviembre de 2024.
| Club                               | Div.          | Temporada     | Liga  | Liga  | Liga   | Copas nacionales | Copas nacionales | Copas nacionales | Copas internacionales | Copas internacionales | Copas internacionales | Total | Total | Total  |
| Club                               | Div.          | Temporada     | Part. | Goles | Asist. | Part.            | Goles            | Asist.           | Part.                 | Goles                 | Asist.                | Part. | Goles | Asist. |
| ---------------------------------- | ------------- | ------------- | ----- | ----- | ------ | ---------------- | ---------------- | ---------------- | --------------------- | --------------------- | --------------------- | ----- | ----- | ------ |
| S. L. Benfica "B" Portugal         | 2.ª           | 2018-19       | 12    | 0     | 0      | —                | —                | —                | —                     | —                     | —                     | 12    | 0     | 0      |
| S. L. Benfica "B" Portugal         | 2.ª           | 2019-20       | 7     | 0     | 0      | —                | —                | —                | —                     | —                     | —                     | 7     | 0     | 0      |
| S. L. Benfica "B" Portugal         | Total club    | Total club    | 19    | 0     | 0      | 0                | 0                | 0                | 0                     | 0                     | 0                     | 19    | 0     | 0      |
| S. L. Benfica Portugal             | 1.ª           | 2019-20       | 11    | 1     | 4      | 5                | 0                | 0                | 0                     | 0                     | 0                     | 16    | 1     | 4      |
| S. L. Benfica Portugal             | 1.ª           | 2020-21       | 14    | 0     | 0      | 6                | 0                | 0                | 5                     | 0                     | 0                     | 25    | 0     | 0      |
| S. L. Benfica Portugal             | Total club    | Total club    | 25    | 1     | 4      | 11               | 0                | 0                | 5                     | 0                     | 0                     | 41    | 1     | 4      |
| Arsenal F. C. Inglaterra           | 1.ª           | 2021-22       | 22    | 1     | 1      | 6                | 0                | 1                | —                     | —                     | —                     | 28    | 1     | 2      |
| Arsenal F. C. Inglaterra           | Total club    | Total club    | 22    | 1     | 1      | 6                | 0                | 1                | 0                     | 0                     | 0                     | 28    | 1     | 2      |
| Olympique de Marsella Francia      | 1.ª           | 2022-23       | 31    | 6     | 0      | 2                | 0                | 0                | 6                     | 0                     | 0                     | 39    | 6     | 0      |
| Olympique de Marsella Francia      | Total club    | Total club    | 31    | 6     | 0      | 2                | 0                | 0                | 6                     | 0                     | 0                     | 39    | 6     | 0      |
| Nottingham Forest F. C. Inglaterra | 1.ª           | 2023-24       | 8     | 0     | 0      | 4                | 0                | 0                | —                     | —                     | —                     | 11    | 0     | 0      |
| Nottingham Forest F. C. Inglaterra | Total club    | Total club    | 7     | 0     | 0      | 4                | 0                | 0                | 0                     | 0                     | 0                     | 11    | 0     | 0      |
| S. S. Lazio · Italia               | 1.ª           | 2024-25       | 23    | 0     | 8      | 1                | 0                | 0                | 6                     | 0                     | 1                     | 30    | 0     | 9      |
| S. S. Lazio · Italia               | Total club    | Total club    | 23    | 0     | 8      | 1                | 0                | 0                | 6                     | 0                     | 1                     | 30    | 0     | 9      |
| Total carrera                      | Total carrera | Total carrera | 128   | 8     | 13     | 24               | 0                | 1                | 17                    | 0                     | 1                     | 169   | 8     | 15     |

## Palmarés

### Campeonatos nacionales
| Título                | Club          | País     | Año  |
| --------------------- | ------------- | -------- | ---- |
| Supercopa de Portugal | S. L. Benfica | Portugal | 2019 |

### Campeonatos internacionales
| Título                      | Club (*)              | Sede     | Año  |
| --------------------------- | --------------------- | -------- | ---- |
| Liga de Naciones de la UEFA | Selección de Portugal | Alemania | 2025 |

(*) Incluyendo la selección.